# گابدیوکوو
گابدیوکوو (به لاتین: Gabdyukovo) یک منطقهٔ مسکونی در روسیه است که در باشقیرستان واقع شده‌است.